# Selección de fútbol sub-15 de México

## Historia
En el verano de 2012, la selección sub-15 participó en la primera edición de la Copa México de Naciones Sub-15 donde se enfrentó a las selecciones de España, Colombia, Costa Rica, Estados Unidos, Chile y Canadá.
Cabe mencionar que el equipo de esta selección se forma a partir de los mejores jugadores de las fuerzas básicas de un equipo de 1era división, se requiere que los jugadores tengan entre 14 y 15 años de edad, estos jugadores tienen la opción de quedarse en el equipo que están para llegar a primera división o ir a la selección sub 15.
La selección fue eliminada en las semifinales del torneo por la Selección de Tercera División de México, tras empatar a 1 gol y decidirse el partido en la tanda de penaltis.
Juan Antonio Servin

## Selección de Tercera División
La Selección de Tercera División de México se creó a partir de la selección sub-15 debido a que la selección nigeriana no pudo asistir finalmente a la Copa México de Naciones Sub-15. Debido a ello, era necesaria una selección que la reemplazase, pero debido al poco tiempo disponible por el inminente comienzo de la competición, y por los escasos equipos mundiales que cuentan con categoría sub-15, se creó esta selección mexicana a efecto.
Curiosamente, en el torneo, se enfrentó tanto en la fase de grupos como en semifinales a la selección oficial sub-15 de su mismo país, México. Pese a quedar segunda de grupo por debajo de ésta, en semifinales consiguió derrotarla en los penaltis para acceder a la final del torneo de la que finalmente salió ganadora tras vencer, de nuevo en los penaltis, a la selección colombiana, alzándose con el primer trofeo de la competición.

## Estadísticas

### Campeonato Sub-15 de la Concacaf
| Año                       | Ronda            | PJ           | PG           | PE           | PP           | GF           | GC           | DIF.         |
| ------------------------- | ---------------- | ------------ | ------------ | ------------ | ------------ | ------------ | ------------ | ------------ |
| Islas Caimán 2013         | No participó     | No participó | No participó | No participó | No participó | No participó | No participó | No participó |
| Estados Unidos 2017       | Campeón          | 5            | 5            | 0            | 0            | 15           | 0            | +15          |
| Estados Unidos 2019       | Cuartos de final | 4            | 2            | 1            | 1            | 9            | 3            | +6           |
| República Dominicana 2023 | Subcampeón       | 6            | 5            | 0            | 1            | 17           | 6            | +11          |
| Costa Rica 2025           | Campeón          | 6            | 5            | 0            | 1            | 24           | 4            | +20          |
| Total                     | 2 títulos        | 21           | 17           | 1            | 3            | 65           | 13           | +52          |

### Palmarés
- Campeonato Sub-15 de la Concacaf (2): 2017, 2025.

## Resultados
A continuación se detallan los últimos partidos jugados por la selección.
- Actualizado al 10 de agosto de 2025.

| Fecha      | Ciudad           | Local          | Resultado | Visitante              | Competencia                              |
| ---------- | ---------------- | -------------- | --------- | ---------------------- | ---------------------------------------- |
| 28-11-2024 | Alicante         | México         | 3:2       | Emiratos Árabes Unidos | Partido amistoso                         |
| 01-12-2024 | Alicante         | Marruecos      | 0:0       | México                 | Partido amistoso                         |
| 06-05-2025 | Toluca           | México         | 6:0       | Guatemala              | Partido amistoso                         |
| 08-05-2025 | Ciudad de México | México         | 5:0       | Guatemala              | Partido amistoso                         |
| 03-08-2025 | Alajuela         | Nicaragua      | 0:9       | México                 | Campeonato Sub-15 de la Concacaf de 2025 |
| 05-08-2025 | Alajuela         | México         | 4:0       | El Salvador            | Campeonato Sub-15 de la Concacaf de 2025 |
| 06-08-2025 | Alajuela         | Honduras       | 0:2       | México                 | Campeonato Sub-15 de la Concacaf de 2025 |
| 07-08-2025 | Alajuela         | México         | 2:3       | Panamá                 | Campeonato Sub-15 de la Concacaf de 2025 |
| 09-08-2025 | Alajuela         | Costa Rica     | 1:2       | México                 | Campeonato Sub-15 de la Concacaf de 2025 |
| 10-08-2025 | Alajuela         | Estados Unidos | 0:5       | México                 | Campeonato Sub-15 de la Concacaf de 2025 |

## Jugadores

### Última Convocatoria
Convocatoria para disputar el Campeonato Sub-15 de la Concacaf del 6 al 13 de agosto